# 訃報 1993年1月
訃報 1993年1月（ふほう 1993ねん1がつ）では、1993年（平成5年）1月中に物故した、又は物故が報じられた人物についてまとめる。

## （1日 - 15日）

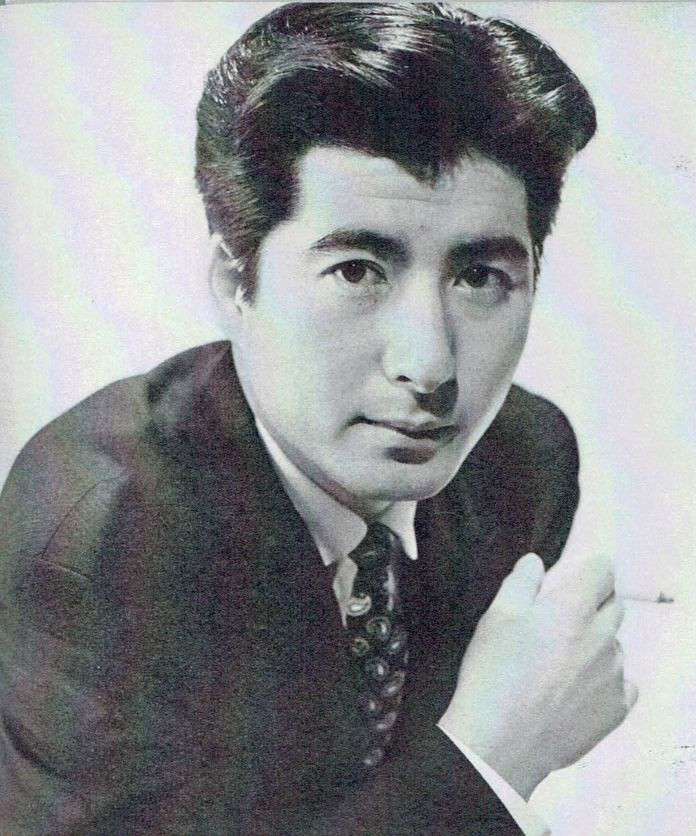
葉山良二 / 1月3日没

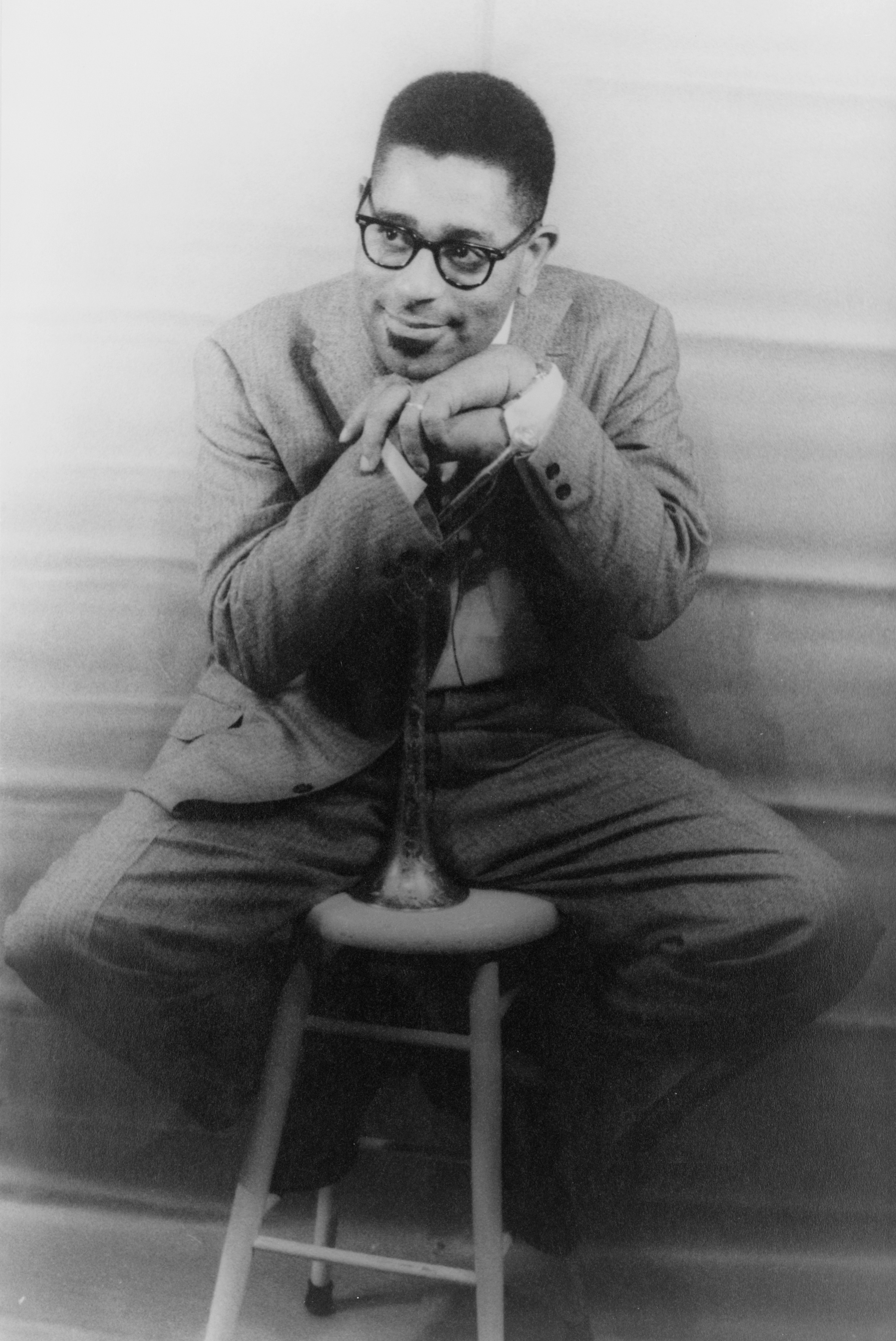
ディジー・ガレスピー / 1月6日没

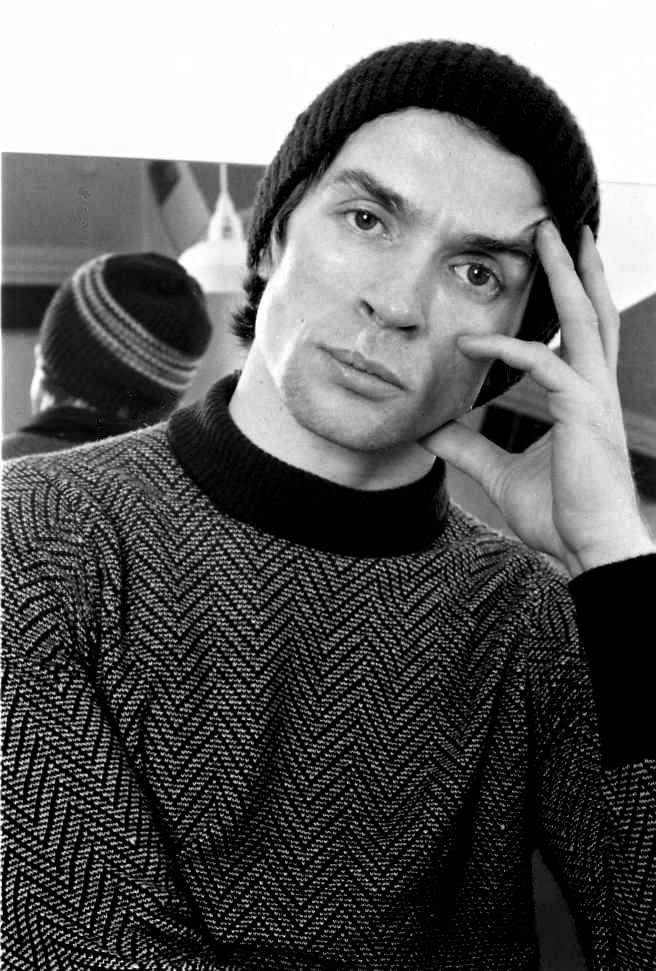
ルドルフ・ヌレエフ / 1月6日没

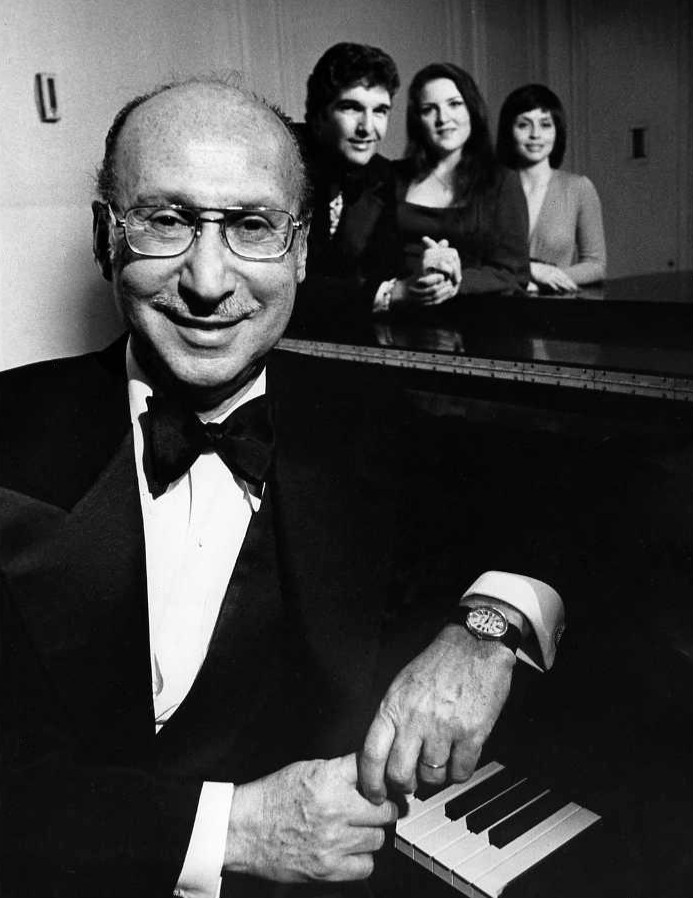
サミー・カーン / 1月15日没

- 1月2日 - 田中浩、俳優（* 1934年）
- 1月3日 - 葉山良二、俳優（* 1932年）
- 1月4日 - 越後山重正、元力士（* 1919年）
- 1月4日 - 桂春蝶 (2代目)、落語家（* 1941年）
- 1月6日 - ディジー・ガレスピー、ジャズミュージシャン（* 1917年）
- 1月6日 - 薩谷和夫、美術監督（* 1935年）
- 1月6日 - ルドルフ・ヌレエフ、バレエダンサー（* 1938年）
- 1月12日 - 石井良助、歴史学者（* 1907年）
- 1月13日 - ケン・アンダーソン、美術監督（* 1909年）
- 1月13日  - 前川かずお、絵本作家・漫画家（* 1937年）
- 1月13日 - エジバウド・マルティンス・ダ・フォンセカ、サッカー選手（* 1962年）
- 1月15日 - サミー・カーン、作詞家（* 1913年）

## （16日 - 31日）

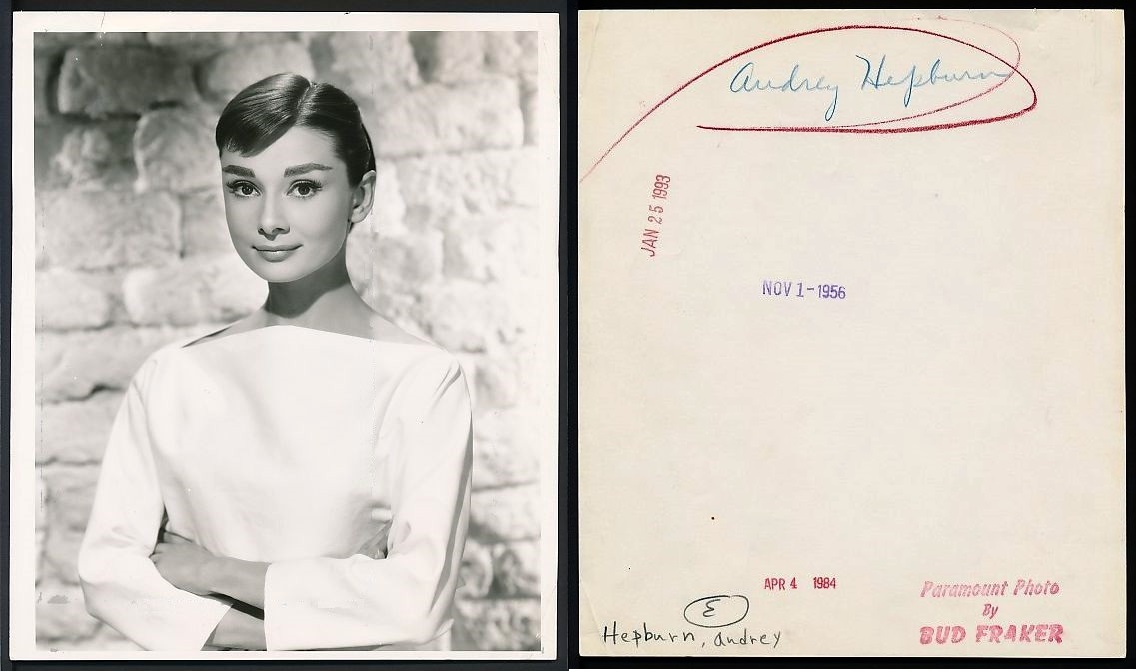
オードリー・ヘプバーン / 1月20日没

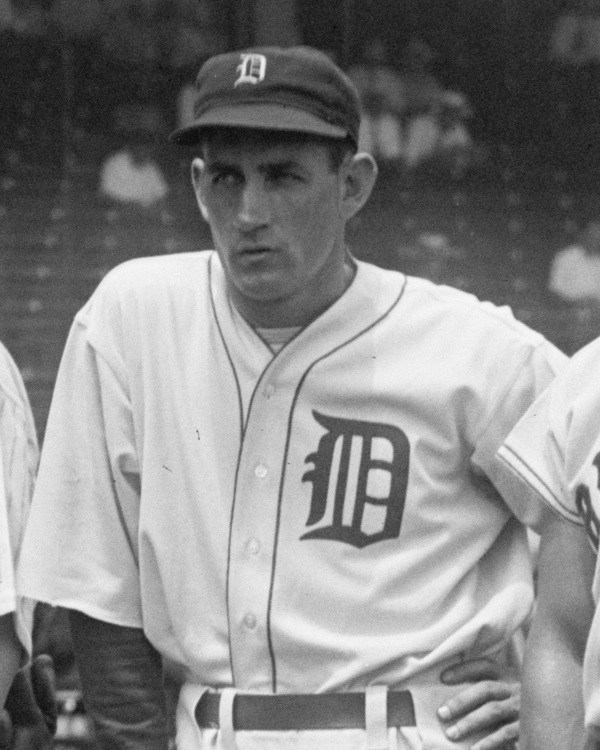
チャーリー・ゲーリンジャー / 1月21日没

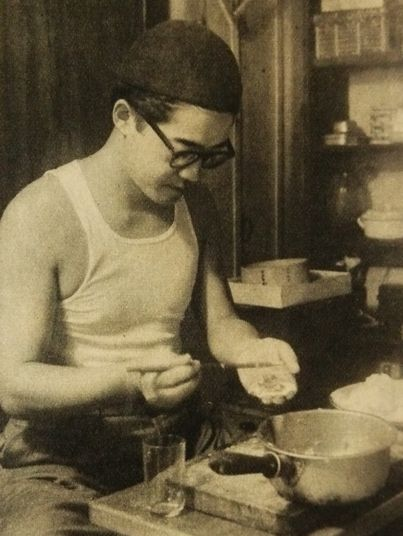
安部公房 / 1月22日没

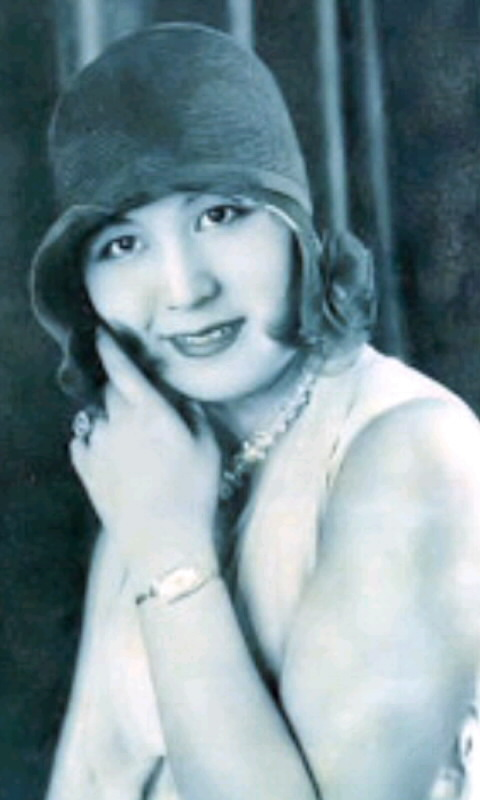
峰吟子 / 1月27日没

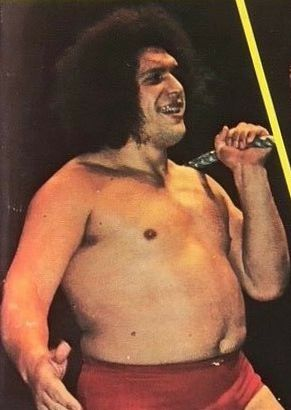
アンドレ・ザ・ジャイアント / 1月27日没

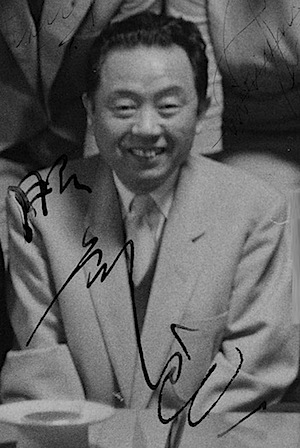
服部良一 / 1月30日没

- 1月16日 - 大和屋竺、脚本家・映画監督（* 1937年）
- 1月20日 - オードリー・ヘプバーン、女優（* 1929年）
- 1月20日 - 園山俊二、漫画家（* 1935年）
- 1月21日 - チャーリー・ゲーリンジャー、メジャーリーガー（* 1903年）
- 1月22日 - 安部公房、小説家（* 1924年）
- 1月23日 - 戸板康二、演劇評論家（* 1915年）
- 1月24日 - サーグッド・マーシャル、法律家、アメリカ合衆国最高裁判所判事（* 1993年）
- 1月26日 - 大貫昌幸、ゲームデザイナー（* 1964年）
- 1月27日 - 奥田良三、テノール歌手（* 1903年）
- 1月27日 - 鈴木敬信、天文学者（* 1905年）
- 1月27日 - 峰吟子、女優（* 1909年）
- 1月27日 - アンドレ・ザ・ジャイアント、プロレスラー（* 1946年）
- 1月28日 - ハンナ・ウィルケ、フェミニズム美術のパフォーミング・アーティスト、画家、彫刻家、写真家（* 1940年）
- 1月30日 - 森泰吉郎、実業家・経営史学者、森ビルの創業者（* 1904年）
- 1月30日 - 服部良一、作曲家（* 1907年）